# Rennau
Rennau település Németországban, azon belül Alsó-Szászország tartományban. Lakosainak száma 744 fő (2023. december 31.).  A község három faluból áll: délen Rennau, északnyugaton Ahmstorf, délkeleten pedig Rottorf am Klei.

## Népesség
A település népességének változása:
| Lakosok száma | 701  | 682  | 697  | 715  | 746  | 744  |
|               | 2016 | 2017 | 2019 | 2021 | 2022 | 2023 |